# Malvale

Malvalele (Malvales), cu numele mai vechi columniferale, columnifere (Columniferales, Columniferae) este un ordin de plante lemnoase (arbori, arbuști) și erbacee, zoogame, mai ales entomogame, cu frunze alterne, stipelate, simple sau palmat-compuse, cu margine dințată sau lobată, uneori întregi, de regulă caduce. Toate organele plantei (frunzele și părțile florale) sunt bogate în celule, pungi sau canale secretoare de mucilagii, deci, malvalele au un metabolism nespecializat. În scoarța tulpinii se află liber secundar stratificat cu fibre elastice, care poate fi extras și folosit ca fibre textile. Florile sunt bisexuate (hermafrodite), pentaciclice, actinomorfe (cu simetrie radiară), pentamere (mai rar tetramere sau trimere). Periantul (învelișul floral) dublu, diferențiat în caliciu și corolă, cu părțile componente libere. Corola dialipetală, cu petale libere, în boboc răsucite (rareori corola lipsește). Caliciul dialipetal (cu sepale libere) sau gamosepal (cu sepale unite), adeseori este prezent și un caliciu extern. Androceul monadelf, columniform sau poliadelf, obdiplostemon, teoretic biciclic, cu stamine dispuse în două cercuri, dar de obicei staminele din cercul extern (în număr de 5) sunt transformate în staminodii sau sunt reduse până la dispariție, iar staminele din cercul intern se multiplică, prin despicarea staminelor, astfel încât aparent ele sunt mult mai numeroase. Aceste stamine numeroase cu dezvoltare centrifugă se grupează în mai multe (5, 10) fascicule concentrice sau într-o singură coloană în jurul pistilului, de unde și numele vechi al ordinului de columnifere (Columniferales). Gineceul, cu ovar superior, este alcătuit din 2 până la numeroase carpele (multicarpelar), sincarp (cu carpele unite, rareori libere),  unilocular sau de regulă plurilocular, uniovulat sau multiovulat. Ovulele (una sau numeroase) sunt de obicei anatrope, crasinucelate, biintegumentate (cu 2 integumente), dispuse în placentație centrală (axilară sau marginală, în cazul gineceului apocarp). Fructele sunt simple (de obicei capsule, dar pot fi bace, drupe etc.), uneori mericarpice sau multiple. Semințe de obicei albuminate, de regulă, cu endosperm uleios.
Ordinul cuprinde 10 familii: Bixaceae (inclusiv Cochlospermaceae, Diegodendraceae), Cistaceae, Cytinaceae, Dipterocarpaceae, Malvaceae (include și fostele familii Tiliaceae, Bombacaceae, Sterculiaceae), Muntingiaceae, Neuradaceae, Sarcolaenaceae, Sphaerosepalaceae, Thymelaeaceae.